# 特佩雷尼區
台佩莱纳區是阿爾巴尼亞的36个旧区之一，这些区份在2000年7月全部撤销，并由新成立的12个州份取代。该区面积为817平方公里，人口数量为32,465人（2001年）。该区位于阿尔巴尼亚南部，区府为台佩莱纳。该区的范围为现今的吉羅卡斯特州的两个市镇：台佩莱纳和梅馬利艾。